# Basler Marathon-Tage
Die Basler Marathon-Tage sind eine Laufveranstaltung in Riehen bei Basel, die seit 1976 jeweils im Herbst stattfindet.

## Organisation
Von 2010 bis 2013 ist sie unter dem Namen Run to the Beat Basel in der Basler Innenstadt ausgetragen worden, wobei an mehreren Stellen der Strecke vom Veranstalter eine Musikbegleitung geboten wird. Aktuell ist der Titelsponsor IWB (Industrielle Werke Basel) und gibt der Veranstaltung seit 2014 den Namen IWB Basel Marathon.
Die Veranstaltung wird vom Laufsportverein Basel organisiert – bis 2008 jeweils am letzten Oktoberwochenende. Die klassische Marathondistanz von 42,195 km führte in vier Runden durch das Naherholungsgebiet Lange Erlen, zum grössten Teil entlang dem Ufer der Wiese. Der Kurs, der fast ohne Steigungen verlief, begann und endete am Stadion Grendelmatt. Im Rahmen dieser Laufveranstaltung findet parallel ein Halbmarathon und der bisher einzige Staffel-Marathon (Ekiden) der Schweiz statt. Das Staffelrennen wurde bis 2008 am Tag nach dem Marathon- und dem Halbmarathonlauf ausgetragen. Unter dem neuen Veranstaltungs-Konzept seit 2010 findet es am selben Tag statt und wird mehrere Stunden nach den Einzelwettbewerben gestartet.
Seit 2010 besteht die Strecke aus einer Runde in der Basler Innenstadt mit Start und Ziel auf dem Barfüsserplatz und 125 Metern Höhendifferenz. Sie ist von den Marathonläufern zweimal und von den Halbmarathonläufern einmal zu laufen.
2006 wurden die Schweizer Marathon-Meisterschaften im Rahmen der Basler Marathontage ausgetragen.
Bei der siebten Austragung des IWB-Marathons 2016 waren mehr als 3000 Starter am 25. September gemeldet und auf der Marathondistanz gewann Nuno Valente aus Basel mit einer Zeit von 2:47:03 h sowie bei den Frauen Heidi Johansen aus Dänemark mit 3:14:58 h.
Für Einzelstarter wurde 2017 ein Halbmarathon sowie ein 10-Kilometer-Lauf ausgetragen und die Marathondistanz nicht mehr angeboten.

## Statistik

### Streckenrekorde
- Männer: 2:24:22 [5]
- Frauen: 2:49:29, Fabiola Rueda Oppliger, 2006

### Siegerlisten

#### Marathon
| Datum                           | Männer                | Zeit (Std.) | Frauen                 | Zeit (Std.) |
| ------------------------------- | --------------------- | ----------- | ---------------------- | ----------- |
| 2017: Kein Marathon ausgetragen |                       |             |                        |             |
| 25. Sep. 2016                   | Nuno Valente          | 2:47:03,4   | Heidi Johansen         | 3:14:57,9   |
| 23. September 2012              | Josias Wacker         | 2:29:21,0   | Flora Colledge         | 3:15:05,6   |
| 11. September 2011              | Heiner Blattmann      | 2:48:55,1   | Ingrid Mutter-Wilhelm  | 3:16:38,1   |
| 12. September 2010              | Andreas Schur         | 2:38:04,3   | Désirée Germann        | 3:11:31,1   |
| 2009: Veranstaltung abgesagt    |                       |             |                        |             |
| 25. Oktober 2008                | Benjamin Atkins - 2 - | 2:39:52     | Yvonne Hodel           | 2:59:54     |
| 27. Oktober 2007                | Benjamin Atkins       | 2:40:18     | Brigitte Junod         | 3:13:53     |
| 28. Oktober 2006                | Christoph Hubacher    | 2:29:36     | Fabiola Rueda Oppliger | 2:49:29     |
| 29. Oktober 2005                | Jens Köstle           | 2:30:05     | Corinne Zeller         | 2:58:36     |
| 30. Oktober 2004                | Markus Streit         | 2:42:19     | Kirsten Simonsen       | 3:21:01     |
| 25. Oktober 2003                | Urs Christen - 2 -    | 2:30:31     | Michaela Riel          | 3:10:24     |
| 26. Oktober 2002                | Urs Christen          | 2:24:44     | Doris Oester           | 3:29:19     |
| 27. Oktober 2001                | ???                   | ???         | ???                    | ???         |
| 28. Oktober 2000                | Karsten Sörensen      | 2:42:14     | Olivia Spaargaren      | 2:51:13     |

#### Halbmarathon
| Jahr                         | Männer           | Zeit (Std.) | Frauen               | Zeit (Std.) |
| ---------------------------- | ---------------- | ----------- | -------------------- | ----------- |
| 2017                         | Neil Burton      | 1:08:58     | Alicia Moser         | 1:28:58     |
| 2016                         | Saigon Barrow    | 1:13:11,1   | Tina In-Albon        | 1:23:43,0   |
| 2012                         | Merhawi Asmelash | 1:12:27,0   | Nina Günter-Tschanz  | 1:28:40,7   |
| 2011                         | Ogubit Berhane   | 1:08:10,7   | Manuela Studer       | 1:35:34,3   |
| 2010                         | Fabien Brunner   | 1:12:25,6   | Jennifer Eyerman     | 1:31:50,1   |
| 2009: Veranstaltung abgesagt |                  |             |                      |             |
| 2008                         | Lukas Baumann    | 1:12:27,8   | Sonya Ziegler        | 1:28:03,9   |
| 2007                         | Thomas Mészáros  | 1:10:55     | Tsehay Müller-Yigezu | 1:21:12     |
| 2006                         | Urs Christen     | 1:11:33     | Sara Gemperle - 2 -  | 1:25:51     |
| 2005                         | Roland Wille     | 1:13:55     | Sara Gemperle        | 1:23:41     |
| 2004                         | Stefan Müller    | 1:11:54     | Sandrine Piot        | 1:24:00     |
| 2003                         | Ueli Horisberger | 1:13:14     | Jenny Breitschmid    | 1:22:46     |
| 2002                         | Manuel Wyss      | 1:12:27     | Rita Born            | 1:24:54     |
| 2001                         | ???              | ???         | ???                  | ???         |
| 2000                         | Joachim Stepan   | 1:14:07     | Ursina Lareida       | 1:24:43     |

#### 10 km
| Jahr | Männer          | Zeit (min) | Frauen         | Zeit (min) |
| ---- | --------------- | ---------- | -------------- | ---------- |
| 2017 | Kai Zähringer   | 34:25      | Melanie Maurer | 36:33      |
| 2016 | Ahmed El Jaddar | 32:04,0    | Ella Revitt    | 38:44,6    |

### Entwicklung der Finisherzahlen
Anzahl der Läufer bzw. Staffeln, die das Ziel erreichten. 2009 wurde die Veranstaltung abgesagt.

Hervorhebungen: Rekordzahlen
| Jahr | Marathon | davon Frauen | Halbmarathon | davon Frauen | Ekiden (Staffel) |
| ---- | -------- | ------------ | ------------ | ------------ | ---------------- |
| 2012 | 310      | 047          | 1202         | 371          | 112              |
| 2011 | 361      | 059          | 0943         | 300          | 095              |
| 2010 | 600      | 123          | 1192         | 396          | 086              |
| 2008 | 156      | 025          | 0614         | 151          | 129              |
| 2007 | 242      | 039          | 0634         | 150          | 132              |
| 2006 | 364      | 055          | 0776         | 215          | 158              |
| 2005 | 302      | 048          | 0777         | 211          | 171              |
| 2004 | 322      | 027          | 0805         | 203          | 165              |
| 2003 | 298      | 038          | 0571         | 121          | 132              |
| 2002 | 306      | ???          | 0608         | ???          | ???              |
| 2001 | ???      | ???          | ???          | ???          | ???              |
| 2000 | 290      | ???          | 0501         | ???          | ???              |